# Trochophora fasciculata
Trochophora fasciculata är en svampart som först beskrevs av Berk. & M.A. Curtis, och fick sitt nu gällande namn av Goos 1986. Trochophora fasciculata ingår i släktet Trochophora, divisionen sporsäcksvampar och riket svampar.   Inga underarter finns listade i Catalogue of Life.